# リングマガジン アップセット・オブ・ザ・イヤー
リングマガジンのアップセット・オブ・ザ・イヤー (Upset of the year) は、アメリカ合衆国のボクシング雑誌リングマガジンの選定する年間アップセット賞である。

## アップセット・オブ・ザ・イヤー

### 1920年代
- 1922年 - バトリング・シキ vs. ジョルジュ・カルパンチェ
- 1923年 - ジーン・タニー vs. ハリー・グレブ
- 1924年 - スチーブ・キッド・サリバン vs. ジョニー・ダンディー
- 1925年 - デイブ・シェード vs. ジミー・スラッテリー
- 1926年 - ピート・ラッツォ vs. ミッキー・ウォーカー
- 1927年 - マイク・マクティーグ vs. ポール・バーレンバッハ
- 1928年 - アンドレ・ルーチス vs. トニー・カンゾネリ
- 1929年 - エミール・プラドネル vs. フランキー・ジェナロ

### 1930年代
- 1930年 - アル・シンガー vs. サミー・マンデル
- 1931年 - ミッキー・ウォーカー vs. ジャック・シャーキー
- 1932年 - ビリー・ペトロール vs. バタリング・バタリノ
- 1933年 - プリモ・カルネラ vs. ジャック・シャーキー
- 1934年 - スティーブ・ハマス vs. マックス・シュメリング
- 1935年 - ジェームス・J・ブラドック vs. マックス・ベア
- 1936年 - マックス・シュメリング vs. ジョー・ルイス
- 1937年 - ルー・アンバース vs. ペドロ・モンタネゼ
- 1938年 - マックス・ベア vs. トミー・ファー
- 1939年 - ルー・アンバース vs. ヘンリー・アームストロング

### 1940年代
- 1940年 - フリジー・ジビック vs. ヘンリー・アームストロング
- 1941年 - フレディ・コクラン vs. フリジー・ジビック
- 1942年 - リー・サボルド vs. ルー・ノバ
- 1943年 - ジェイク・ラモッタ vs. シュガー・レイ・ロビンソン
- 1944年 - ファン・スリタ vs. サミー・アンゴット
- 1945年 - ロッキー・グラジアノ vs. ビリー・アーノルド
- 1946年 - ロッキー・グラジアノ vs. マーティ・サーボ
- 1947年 - ハロルド・デード vs. マヌエル・オルティス
- 1948年 - サンディ・サドラー vs. ウィリー・ペップ
- 1949年 - ロバート・ビレメイン vs. ジェイク・ラモッタ

### 1950年代
- 1950年 - ビッグ・タウィール vs. マヌエル・オルティス
- 1951年 - ランディ・ターピン vs. シュガー・レイ・ロビンソン
- 1952年 - ラウロ・サラス vs. ジミー・カーター
- 1953年 - カール・ボボ・オルソン vs. ランディ・ターピン
- 1954年 - パディ・デマルコ vs. ジミー・カーター
- 1955年 - ラルフ・タイガー・ジョーンズ vs. シュガー・レイ・ロビンソン
- 1956年 - ジョニー・サクストン vs. カーメン・バシリオ
- 1957年 - ジーン・フルマー vs. シュガー・レイ・ロビンソン
- 1958年 - ドン・ジョーダン vs. バージル・エイキンス
- 1959年 - インゲマル・ヨハンソン vs. フロイド・パターソン

### 1960年代
- 1960年 - エロイ・サンチェス vs. ホセ・ベセラ
- 1961年 - テリー・ダウンズ vs. ポール・ペンダー
- 1962年 - ファイティング原田 vs. ポーン・キングピッチ
- 1963年 - ルービン・カーター vs. エミール・グリフィス
- 1964年 - モハメド・アリ vs. ソニー・リストン
- 1965年 - ファイティング原田 vs. エデル・ジョフレ
- 1966年 - 金基洙 vs. ニノ・ベンベヌチ
- 1967年 - オスカー・ボナベナ vs. カール・ミルデンバーガー
- 1968年 - ライオネル・ローズ vs. ファイティング原田
- 1969年 - レオティス・マーティン vs. ソニー・リストン

### 1970年代
- 1970年 - ビリー・バッカス vs. ホセ・ナポレス
- 1971年 - アルフレド・マルカノ vs. 小林弘
- 1972年 - エステバン・デ・ヘスス vs. ロベルト・デュラン
- 1973年 - ケン・ノートン vs. モハメド・アリ
- 1974年 - モハメド・アリ vs. ジョージ・フォアマン
- 1975年 - ジョン・H・ストレーシー vs. ホセ・ナポレス
- 1976年 - ウィルフレド・ベニテス vs. アントニオ・セルバンテス（1976年3月6日）
- 1977年 - ホルヘ・ルハン vs. アルフォンソ・サモラ（1977年11月19日）
- 1978年 - レオン・スピンクス vs. モハメド・アリ（1978年2月15日）
- 1979年 - ビト・アンツォフェルモ vs. マービン・ハグラー（1979年11月30日）

### 1980年代
- 1980年 - 上原康恒 vs. サムエル・セラノ（1980年8月2日）
- 1981年 - ロジャー・スタフォード vs. ホセ・クエバス（1981年11月7日）
- 1982年 - カークランド・レイン vs. ロベルト・デュラン（1982年9月4日）
- 1983年 - ゲリー・コーツィー vs. マイケル・ドークス（1983年9月23日）
- 1984年 - ジーン・ハッチャー vs. ジョニー・バンフス（1984年6月1日）
- 1985年 - マイケル・スピンクス vs. ラリー・ホームズ（1985年9月21日）
- 1986年 - ロイド・ハニガン vs. ドナルド・カリー（1986年9月27日）
- 1987年 - シュガー・レイ・レナード vs. マービン・ハグラー（1987年4月6日）
- 1988年 - アイラン・バークレー vs. トーマス・ハーンズ（1988年6月6日）
- 1989年 - ルネ・ジャコー vs. ドナルド・カリー（1989年2月11日）

### 1990年代
- 1990年 - ジェームス・ダグラス vs. マイク・タイソン（1990年2月11日）
- 1991年 - なし
- 1992年 - アズマー・ネルソン vs. ジェフ・フェネック（1992年3月1日）
- 1993年 - サイモン・ブラウン vs. テリー・ノリス（1993年12月18日）
- 1994年 - ブヤニ・ブング vs. ケネディ・マッキニー（1994年8月20日）
- 1995年 - ウィリー・サラサール vs. ダニー・ロメロ（1995年9月8日）
- 1996年 - イベンダー・ホリフィールド vs. マイク・タイソン（1996年11月9日）
- 1997年 - ヴィンス・フィリップス vs. コンスタンチン・チュー（1997年5月31日）
- 1998年 - イヴァン・ロビンソン vs. アルツロ・ガッティ（1998年8月22日）
- 1999年 - ウィリー・ワイズ vs. フリオ・セサール・チャベス（1999年10月2日）

### 2000年代
- 2000年 - ホセ・ルイス・カスティージョ vs. スティーブ・ジョンストン（2000年6月17日）
- 2001年 - ハシーム・ラクマン vs. レノックス・ルイス（2001年4月22日）
- 2002年 - ファン・カルロス・ルビオ vs. フランシスコ・ボハド（2002年2月16日）
- 2003年 - コーリー・サンダース vs. ウラジミール・クリチコ（2003年3月8日）
- 2004年 - グレンコフ・ジョンソン vs. ロイ・ジョーンズ・ジュニア（2004年9月25日）
- 2005年 - ザヒール・ラヒーム vs. エリック・モラレス（2005年9月10日）
- 2006年 - カルロス・バルドミール vs. ザブ・ジュダー（2006年1月7日）
- 2007年 - ノニト・ドネア vs. ビック・ダルチニアン（2007年7月7日）
- 2008年 - マニー・パッキャオ vs. オスカー・デ・ラ・ホーヤ（2008年12月6日）
- 2009年 - フアン・カルロス・サルガド vs. ホルヘ・リナレス（2009年10月10日）

### 2010年代
- 2010年 - ジェイソン・リーツォー　vs. セレスティーノ・カバジェロ(2010年11月27日)
- 2011年 - 石田順裕　VS. ジェームス・カークランド(2011年4月9日)
- 2012年 - ソニー・ボーイ・ハロ　VS. ポンサクレック・ウォンジョンカム(2012年3月2日)
- 2013年 - マルコス・マイダナ　VS. エイドリアン・ブローナー(2013年12月14日)
- 2014年 - クリス・アルギエリ VS. ルスラン・プロボドニコフ(2014年6月14日)
- 2015年 - タイソン・フューリー VS. ウラジミール・クリチコ(2015年11月28日)
- 2016年 - ジョー・スミス・ジュニア vs. アンドルー・フォンファラ(2016年6月18日）
- 2017年 - サダム・アリ VS. ミゲール・コット(2017年12月2日）
- 2018年 - クリストファー・ロサレス VS. 比嘉大吾(2018年4月15日）
- 2019年 - アンディ・ルイス・ジュニア VS. アンソニー・ジョシュア(2019年6月1日）

### 2020年代
- 2020年 - テオフィモ・ロペス VS. ワシル・ロマチェンコ(2020年10月17日）